# Irish Open 1971
Die Irish Open 1971 waren die 58. Austragung dieser internationalen Meisterschaften von Irland im Badminton. Sie fanden vom 19. bis zum 20. Februar 1971 in Dublin statt.

## Titelträger
| Disziplin    | Sieger                      |
| ------------ | --------------------------- |
| Herreneinzel | Derek Talbot                |
| Dameneinzel  | Margaret Beck               |
| Herrendoppel | Elliot Stuart Derek Talbot  |
| Damendoppel  | Margaret Beck Julie Rickard |
| Mixed        | Derek Talbot Gillian Gilks  |

## Finalresultate
| Disziplin    | Sieger                      | Finalist                          | Ergebnis          |
| ------------ | --------------------------- | --------------------------------- | ----------------- |
| Herreneinzel | Derek Talbot                | Raymond P. Stevens                | 15–4, 17–16       |
| Dameneinzel  | Margaret Beck               | Gillian Gilks                     | 12–9, 10–12, 11–6 |
| Herrendoppel | Elliot Stuart Derek Talbot  | Roger J. Mills Raymond P. Stevens | 15–10, 15–3       |
| Damendoppel  | Margaret Beck Julie Rickard | Gillian Gilks Nora Gardner        | 15–12, 15–9       |
| Mixed        | Derek Talbot Gillian Gilks  | Roger J. Mills Julie Rickard      | 15–4, 15–9        |